# Robbie McIntosh
Robbie McIntosh (6 de Maio de 1950 - 23 de Setembro de 1974) foi um baterista de Dundee, Escócia, fundador da Average White Band.
Antes de ajudar a fundar a AWB em 1971-72, McIntosh era membro do grupo The Senate, participando dos áluns Oblivion Express (1971), Better Land (1971 e Second Wind (1972).
Morreu de uma overdose de heroína pura, quando pensava estar usando cocaína.